# Мусаев, Санжар Жумангельдиевич
Санжар Жумангельдиевич Мусаев (род. 11 апреля 1996) — казахстанский лучник, выступающий в соревнованиях по стрельбе из олимпийского лука. Участник Олимпийских игр.

## Биография
Санжар Мусаев родился 11 апреля 1996 года.

## Карьера
В 2013 году Санжар Мусаев стал бронзовым призёром Азиатского Гран-при в Монголии, уступив только двум лучникам из Южной Кореи.
На летней Универсиаде 2015 года в Кванджу уступил на стадии 1/8 финала. Мусаев занял восьмое место в рейтинговом раунде, победил в первом матче навылет американца Шона Чанга, но затем умтупил Ю Гуань Лину из Китайского Тайбэя. В командном турнире вместе со сборной занял четвёртое место. На чемпионате мира в Копенгагене уже в первом раунде попал на олимпийского чемпиона О Джин Хёка и проиграл.
В 2017 году принял участие в Кубке мира, остановившись на стадии 1/32 финала в Солт-Лейк-Сити, Анталии и Шанхае.
На Кубке мира в 2018 году в Берлине и Анталии дошёл до стадии 1/8 финала в личных турнирах, а также до 1/16 финала в соревнованиях смешанных пар. На Азиатских играх в Джакарте занял 50-е место, а также стал пятым в составе мужской сборной Казахстана.
На чемпионате мира в Хертогенбосе добрался до стадии 1/8 финала, а также занял шестое место вместе с Ильфатом Абдуллиным и Денисом Ганькиным, завоевав олимпийскую лицензию.
На летних Олимпийских играх в Токио, перенесённых с 2020 на 2021 год из-за пандемии коронавируса, принял участие в командном турнире, где уже в первом поединке Казахстан проиграл Индии на стадии 1/8 финала. В первом же матче личного турнира Санжар Мусаев также уступил китайцу Дапеню Вану.